# Manoir de Coffournic
Le manoir de Coffournic est situé à Sarzeau en France.

## Localisation
Le manoir est situé sur le territoire de la commune de Sarzeau, au lieu-dit Coffournic, dans le département du Morbihan en région Bretagne.

## Description
Le manoir date des XVIe et XVIIe siècles, édifice à faux plan double en profondeur, construit en granite, un étage carré, toiture à longs pans à pignons couvert et découvert, noue. Tour d'escalier postérieure à pièce haute, escalier demi-hors-œuvre tournant à retours avec jour en charpente.

## Historique
Manoir du XVIe siècle. Adjonction d'un appentis au nord-est au XVIIe siècle. Construction ou reconstruction de la tour d'escalier probablement en 1812 (date portée sur la fenêtre médiane de l'étage) , ainsi que de l'appentis nord-ouest. Cadran solaire daté de 1775. Ouvertures sud et intérieur modifiés, lucarne sud ouverte par Emmanuel Le Ray, architecte rennais, propriétaire vers 1890.
Le manoir est inscrit à l'inventaire général du patrimoine culturel en 1992.